# 小行星5579
小行星5579（英語：5579 Uhlherr）是一颗围绕太阳公转的小行星。1988年5月11日，卡罗琳·舒梅克、尤金·舒梅克在帕洛马山发现了此天体。
这颗小行星的绝对星等为247.6381675331706等。